# جان هینلز
جان راسل هینلز (انگلیسی: John Hinnells; ۲۷ اوت ۱۹۴۱ – ۳ مهٔ ۲۰۱۸) استاد 
دین‌شناسی تطبیقی در دانشکده مطالعات شرقی و آفریقایی بود.